# Editha magnifica
Editha magnifica (лат.) — вид крупных песочных ос рода Editha из подсемейства Bembicinae (триба Bembicini). Один из самых крупных представителей отряда перепончатокрылые в целом (длина до 4,5 см). Южная Америка. Включен в Красную книгу Колумбии (2007).

## Распространение
Южная Америка (Бразилия, Венесуэла, Колумбия)
.

## Описание
Крупные и очень крупные яркоокрашенные осы (длина имаго до 4,5 см, личинки и коконы около 4 см, длина цилиндрических яиц около 1 см). Чёрные с жёлтыми отметинами на голове и на первом и втором тергитах брюшка. Усики самок 12-члениковые, у самцов состоят из 13 сегментов. Охотятся на имаго бабочек, которых ловят, парализуют ядом из своего жала, отламывают крылья и закладывают в гнездовые ячейки, в которых будут развиваться личинки ос. Унивольтинная и субсоциальная песчаная оса, которая гнездится в скоплениях на вертикальных земляных и песчаных поверхностях по берегам и оврагам, у дорог. По своим размерам они относятся к самым крупным представителям ос, таким как Pepsis (Pompilidae), Megascolia procer (Scoliidae) и Sphecius grandis (Bembicini). Гнёзда имеют подземный ход длиной около 30 см.
Глаза без волосков, голые. Внутренние края глаз книзу расходятся. Формула щупиков полная: 6,4.
Территориальное поведение самцов E. magnifica сходно с поведением самцов ос Sphecius grandis и S. speciosus. Среди жертв бабочек представлены семейства Hesperiidae (54 %), Nymphalidae (25 %), Papilionidae, Pieridae, Lycaenidae, Sphingidae и Libytheidae.

## Таксономия
Вид Editha magnifica был впервые описан в 1833 году немецким энтомологом Максимилианом Перти (Josef Anton Maximilian Perty; 1804—1884) под первоначальным названием Monedula magnifica  Perty, 1833. В 1929 году американский энтомолог профессор Джон Паркер включил его в состав рода Editha в качестве типового вида.
Синонимы
- Monedula magnifica  Perty, 1833
- Stictia magnifica  (Perty, 1833)